# Seymour Nebenzal
Seymour Nebenzal (Nova York, 22 de julho de 1899 – Munique, 22 de setembro de 1961) foi um produtor cinematográfico alemão. Ele produziu 46 filmes entre 1927 e 1961.
Ele entrou na indústria cinematográfica através de seu pai, Heinrich Nebenzahl (1870–1938), que, no início dos anos 1920, trabalhou com o ator Harry Piel. Em 1926, Heinrich Nebenzahl e o diretor e produtor Richard Oswald fundaram a companhia Nero-Film. Como diretor desta companhia, Seymour Nebenzahl se tornou um dos produtores mais importantes no período de transição dos filmes mudos para os falados na Alemanha. Ele trabalhou com diretores como Georg Wilhelm Pabst, Paul Czinner e Fritz Lang.
Em 1933, o governo nazista o obrigou a se emigrar. Em Paris, ele produziu filmes para outros cineastas alemães exilados, como Robert Siodmak (seu primo), Max Ophüls, Anatole Litvak, Fedor Ozep e Raymond Bernard. Em 1939, se mudou para Hollywood, onde se tornou um dos primeiros produtores independentes. Ele fez filmes para diretores como Edgar G. Ulmer, Douglas Sirk, Léonide Moguy, Arthur Ripley e Albert S. Rogell. também produziu remakes de alguns de seus sucessos na Alemanha, como Siren of Atlantis (1949) e M (1951).
Seu filho, Harold Nebenzal (nascido em 31 de março de 1922 em Berlim), produtor-executivo de M (1951) se tornou roteirista (The Wilby Conspiracy), produtor (Cabaret e Gabriela, Cravo e Canela) e novelista (Café Berlin). Harold esteve encarregado da produção de filmes estrangeiros para a Metro-Goldwyn-Mayer por muitos anos, tendo também trabalhado nos filmes de seu amigo Billy Wilder. Foi Seymour quem viabilizou o primeiro filme de Wilder, Menschen am Sonntag, ao pedir emprestado de seu pai o dinheiro necessário para a produção do filme.

## Filmografia selecionada
- Sein größter Bluff (1927)
- Das letzte Fort (1928)
- Die Büchse der Pandora (1929)
- Menschen am Sonntag (1930)
- Vier von der Infanterie (1930)
- Skandal um Eva (1930)
- Die 3-Groschen-Oper (1931)
- Ariane (1931)
- M (1931)
- Kameradschaft (1931)
- L'Atlantide (1932) três versões: Alemã, Francesa, e Inglesa
- Das Testament des Dr. Mabuse (1933)
- Le sexe faible (1933)
- La crise est finie! (1933)
- La vie parisienne (1935)
- Mayerling (1936)
- Werther (1938)
- Les ôtages (1939)
- We Who Are Young (1940)
- Hitler's Madman (1943)
- Summer Storm (1944)
- Whistle Stop (1945)
- The Chase (1946)
- Siren of Atlantis (1948)
- M (1951)
- Bis zum Ende aller Tage (1961)